# Еріх Маас
Еріх Маас (нім. Erich Maas, нар. 24 грудня 1940, Прюм) — німецький футболіст, що грав на позиції нападника, зокрема, за «Айнтрахт» (Брауншвейг) і «Нант», з якими виграв чемпіонати відповідно Німеччини і Франції, а також національну збірну Німеччини.

## Клубна кар'єра
У дорослому футболі дебютував 1962 року виступами за команду клубу «Саарбрюкен», в якій провів два сезони, взявши участь у 44 матчах чемпіонату. 
Згодом з 1964 по 1970 рік грав у складі «Айнтрахта» (Брауншвейг), з якою у сезоні 1966/67 виборов перший і наразі єдиний в історії клубу титул чемпіона Німеччини.
Частину 1970 року провів у «Баварії», після чого став гравцем французького «Нанта». Відіграв за команду з Нанта наступні п'ять сезонів своєї ігрової кар'єри. Більшість часу, проведеного у складі «Нанта», був основним гравцем атакувальної ланки команди. За цей час додав до переліку своїх трофеїв титул чемпіона Франції.
Протягом 1975—1976 років захищав кольори команди клубу «Руан», а завершив професійну ігрову кар'єру у клубі «Париж», за команду якого виступав протягом 1976—1977 років.

## Виступи за збірну
1968 року дебютував в офіційних матчах у складі національної збірної Німеччини. Протягом кар'єри у національній команді, яка тривала 3 роки, провів у формі головної команди країни 3 матчі.

## Титули і досягнення
- Чемпіон Німеччини (1):

«Айнтрахт» (Брауншвейг): 1966-1967
- Чемпіон Франції (1):

«Нант»: 1972-1973